# Campeonato Mundial de Atletismo Sub-20 de 2022 - Heptatlo feminino
A prova do heptatlo feminino do Campeonato Mundial de Atletismo Sub-20 de 2022 ocorreu nos dias 3 e 4 de agosto de 2022 no Estádio Olímpico Pascual Guerrero, em Cali, na Colômbia.

## Recordes
Antes desta competição, os recordes mundiais e do campeonato nesta prova eram os seguintes:
|       | Nome           | Nacionalidade | Pontos | Local    | Data                 |
| ----- | -------------- | ------------- | ------ | -------- | -------------------- |
| WU20R | Carolina Klüft | Suécia        | 6542   | Munique  | 10 de agosto de 2002 |
| CR    | Carolina Klüft | Suécia        | 6470   | Kingston | 20 de julho de 2002  |
| WU20L | Saga Vanninen  | Finlândia     | 6193   | Oulu     | 26 de junho de 2022  |

## Medalhistas
| Ouro                | Prata               | Bronze                  |
| Saga Vanninen (FIN) | Serina Riedel (GER) | Sandrina Sprengel (GER) |

## Cronograma
Todos os horários são locais (UTC-5).
| Data        | Hora  | Evento                      |
| ----------- | ----- | --------------------------- |
| 3 de agosto | 05:30 | 100 metros com barreiras    |
| 3 de agosto | 06:40 | Salto em altura             |
| 3 de agosto | 12:00 | Arremesso de peso           |
| 3 de agosto | 17:30 | 200 metros rasos            |
| 4 de agosto | 06:00 | Salto em distância          |
| 4 de agosto | 08:24 | Lançamento de dardo Grupo A |
| 4 de agosto | 09:30 | Lançamento de dardo Grupo B |
| 4 de agosto | 12:55 | 800 metros rasos            |

## Resultado final
| Posição           | Atleta                           | Nacionalidade  | 100 m | SA     | AP    | 200 m | SD   | LD    | 800 m   | Pontos | Notas           |
| ----------------- | -------------------------------- | -------------- | ----- | ------ | ----- | ----- | ---- | ----- | ------- | ------ | --------------- |
| Medalha de ouro   | Saga Vanninen                    | Finlândia      | 13.52 | 1.72   | 14.18 | 24.49 | 6.24 | 46.21 | 2:28.91 | 6084   |                 |
| Medalha de prata  | Serina Riedel                    | Alemanha       | 13.97 | 1.75   | 11.96 | 24.56 | 6.30 | 41.47 | 2:25.56 | 5874   |                 |
| Medalha de bronze | Sandrina Sprengel                | Alemanha       | 13.94 | 1.81   | 12.07 | 24.35 | 6.03 | 42.33 | 2:30.82 | 5845   |                 |
| 4                 | Liisa-Maria Lusti                | Estónia        | 13.95 | 1.78   | 11.08 | 24.24 | 6.24 | 35.35 | 2:26.82 | 5731   |                 |
| 5                 | Gerda Kerija Dreimane            | Letónia        | 14.20 | 1.75   | 12.09 | 25.31 | 6.22 | 40.62 | 2:26.91 | 5721   | Recorde pessoal |
| 6                 | Ella Rush                        | Grã-Bretanha   | 14.33 | 1.69   | 12.03 | 24.52 | 5.93 | 34.61 | 2:19.43 | 5591   | Recorde pessoal |
| 7                 | Luna Goureau                     | França         | 13.39 | 1.63   | 13.35 | 23.91 | 5.42 | 37.11 | 2:34.98 | 5498   | Recorde pessoal |
| 8                 | Sennah Vanhoeijen                | Bélgica        | 14.38 | 1.75   | 11.50 | 25.12 | 5.98 | 36.36 | 2:36.37 | 5401   |                 |
| 9                 | Stefani Beatriz Navarro da Silva | Brasil         | 14.39 | 1.54   | 12.91 | 26.32 | 5.94 | 48.06 | 2:32.73 | 5393   | Recorde pessoal |
| 10                | Laura van den Brande             | Bélgica        | 14.54 | 1.66   | 11.47 | 25.83 | 5.67 | 37.50 | 2:21.87 | 5314   |                 |
| 11                | Marina Zanoni                    | Suíça          | 14.12 | 1.75   | 10.94 | 25.01 | 5.72 | 34.07 | 2:37.39 | 5276   |                 |
| 12                | Anastasia Ntragkomirova          | Grécia         | 15.28 | 1.69   | 13.84 | 26.66 | 5.98 | 44.76 | 2:46.53 | 5272   |                 |
| 13                | Sofia Cosculluela                | Espanha        | 13.74 | 1.57   | 11.91 | 24.38 | 4.69 | 40.53 | 2:22.80 | 5256   |                 |
| 14                | Anja Dlauhy                      | Áustria        | 14.53 | 1.72   | 9.46  | 25.50 | 5.65 | 36.03 | 2:21.82 | 5253   |                 |
| 15                | Sophie Kreiner                   | Áustria        | 14.68 | 1.63   | 12.71 | 25.16 | 5.43 | 39.89 | 2:33.73 | 5227   |                 |
| 16                | Linda Bichsel                    | Suíça          | 13.95 | 1.63   | 10.57 | 24.49 | 5.49 | 27.93 | 2:20.12 | 5213   |                 |
| 17                | JaiCieonna Gero-Holt             | Estados Unidos | 14.76 | 1.84   | 11.87 | 25.84 | 5.42 | 35.76 | 2:39.22 | 5212   |                 |
| 18                | Bryanna Craig                    | Estados Unidos | 14.65 | 1.72   | 9.19  | 25.72 | 5.55 | 36.12 | 2:20.41 | 5192   |                 |
| 19                | Natálie Olivová                  | Chéquia        | 15.05 | 1.69   | 11.60 | 26.50 | 5.18 | 35.90 | 2:24.10 | 5033   |                 |
| 20                | Mokhigul Arzieva                 | Uzbequistão    | 14.96 | 1.69   | 11.27 | 27.12 | 5.46 | 41.32 | 2:38.77 | 4972   |                 |
| 21                | Eloise Hind                      | Grã-Bretanha   | 14.08 | 1.78 = | 10.14 | 25.60 | DNS  | –     | –       | DNF    |                 |
| 22                | Ana Luisa Couto Soares           | Brasil         | 14.51 | 1.57   | 11.79 | DNS   | –    | –     | –       | DNF    |                 |
| 23                | Paulina Kubis                    | Polónia        | 14.32 | 1.54   | DNS   | –     | –    | –     | –       | DNF    |                 |
| 24                | Anisiya Lochman                  | Ucrânia        | 17.37 | DNS    | –     | –     | –    | –     | –       | DNF    |                 |

Legenda
| Recorde mundial       | Recorde mundial (World record)               |                       | Recorde africano                      | Recorde africano (African) |                                           | Q | Classificado por posição (Qualified) |
| Recorde do campeonato | Recorde do campeonato (Championship record)  | Recorde da América    | Recorde da América (Americas)         | q                          | Classificado por melhor tempo (Qualified) |   |                                      |
| Melhor marca do ano   | Melhor marca do ano (World leading)          | Recorde asiático      | Recorde asiático (Asian)              | DNS                        | Não largou (Did not start)                |   |                                      |
| Recorde nacional      | Recorde nacional (National record)           | Recorde europeu       | Recorde europeu (European)            | DNF                        | Não terminou (Did not finish)             |   |                                      |
| Recorde pessoal       | Recorde pessoal do atleta (Personal best)    | Recorde da Oceania    | Recorde da Oceania (Oceania)          | DSQ / DQ                   | Desclassificado (Disqualified)            |   |                                      |
| Recorde da temporada  | Recorde da temporada do atleta (Season best) | Recorde sul-americano | Recorde sul-americano (South America) | NM                         | Sem marca (No mark)                       |   |                                      |